# Remo nos Jogos Olímpicos de Verão de 2024 - Skiff quádruplo feminino
A competição do skiff quádruplo feminino do remo nos Jogos Olímpicos de Verão de 2024 ocorreu entre 27 e 31 de julho de 2024 no Estádio Náutico de Vaires-sur-Marne, na Ilha de França. Um total de 36 remadoras representando nove Comitês Olímpicos Nacionais (CON) participaram do evento.

## Qualificação
Cada CON poderia classificar um único barco (quatro remadoras) no skiff quádruplo feminino. Um total de nove vagas estavam disponíveis, sendo distribuídas da seguinte forma:
- 7 pelo Campeonato Mundial de Remo de 2023;
- 2 pela regata final de qualificação olímpica.

## Formato
No skiff quádruplo cada barco é impulsionado por quatro remadoras. Por serem barcos parelhos, cada remadora usa dois remos, um de cada lado do barco; isso contrasta com os barcos de pontas em que cada remadora tem remos em apenas um lado. A competição consiste em rodadas e usa o formato de duas fases. As finais são realizadas para determinar a colocação de cada barco (na final A são definidas as medalhistas). O percurso usa a distância de 2000 metros que se tornou o padrão olímpico para as mulheres em 1992.

## Calendário
Horário local (UTC+2)
| Dia         | Horário | Fase          |
| ----------- | ------- | ------------- |
| 27 de julho | 12:50   | Eliminatórias |
| 29 de julho | 11:30   | Repescagem    |
| 31 de julho | 12:14   | Final B       |
| 31 de julho | 12:38   | Final A       |

## Medalhistas
|  | GBR Grã-Bretanha                                          |  | NED Países Baixos                                         |  | GER Alemanha                                           |
|  | Lauren Henry Hannah Scott Lola Anderson Georgina Brayshaw |  | Laila Youssifou Bente Paulis Roos de Jong Tessa Dullemans |  | Maren Völz Tabea Schendekehl Leonie Menzel Pia Greiten |

## Resultados

### Eliminatórias
As duas primeiras de cada bateria se classificam para a Final A, enquanto as restantes disputam a repescagem.
Eliminatória 1
| Pos. | Raia | Remadoras                                                                       | CON               | Tempo   | Notas |
| ---- | ---- | ------------------------------------------------------------------------------- | ----------------- | ------- | ----- |
| 1    | 1    | Laila Youssifou Bente Paulis Roos de Jong Tessa Dullemans                       | NED Países Baixos | 6:17.12 | FA    |
| 2    | 5    | Yevheniya Dovhodko Kateryna Dudchenko Daryna Verkhohliad Anastasiya Kozhenkova  | UKR Ucrânia       | 6:20.09 | FA    |
| 3    | 2    | Chen Yunxia Zhang Ling Lü Yang Cui Xiaotong                                     | CHN China         | 6:22.29 | R     |
| 4    | 3    | Ioana-Madalina Moroșan Emanuela-Ioana Ciotău Alexandra Ungureanu Patricia Cireș | ROU Romênia       | 6:24.74 | R     |
| 5    | 4    | Ria Thompson Rowena Meredith Laura Gourley Caitlin Cronin                       | AUS Austrália     | 6:25.88 | R     |

Eliminatória 2
| Pos. | Raia | Remadoras                                                   | CON                | Tempo   | Notas |
| ---- | ---- | ----------------------------------------------------------- | ------------------ | ------- | ----- |
| 1    | 4    | Lauren Henry Hannah Scott Lola Anderson Georgina Brayshaw   | GBR Grã-Bretanha   | 6:13.35 | FA    |
| 2    | 3    | Maren Völz Tabea Schendekehl Leonie Menzel Pia Greiten      | GER Alemanha       | 6:15.28 | FA    |
| 3    | 2    | Fabienne Schweizer Celia Dupre Pascale Walker Lisa Lötscher | SUI Suíça          | 6:16.91 | R     |
| 4    | 1    | Grace Joyce Emily Delleman Teal Cohen Lauren O'Connor       | USA Estados Unidos | 6:27.35 | R     |

### Repescagem
As duas primeiras se classificam para a Final A, enquanto as restantes avançam para a Final B (fora da chance de medalhas).
| Pos. | Raia | Remadoras                                                                       | CON                | Tempo   | Notas |
| ---- | ---- | ------------------------------------------------------------------------------- | ------------------ | ------- | ----- |
| 1    | 3    | Fabienne Schweizer Celia Dupre Pascale Walker Lisa Lötscher                     | SUI Suíça          | 6:26.82 | FA    |
| 2    | 2    | Chen Yunxia Zhang Ling Lü Yang Cui Xiaotong                                     | CHN China          | 6:28.72 | FA    |
| 3    | 5    | Ria Thompson Rowena Meredith Laura Gourley Caitlin Cronin                       | AUS Austrália      | 6:32.65 | FB    |
| 4    | 4    | Ioana-Madalina Moroșan Emanuela-Ioana Ciotău Alexandra Ungureanu Patricia Cireș | ROU Romênia        | 6:33.84 | FB    |
| 5    | 1    | Grace Joyce Emily Delleman Teal Cohen Lauren O'Connor                           | USA Estados Unidos | 6:34.04 | FB    |

### Finais
As regatas finais definem as posições de todas as remadoras. Na Final A são decididas as medalhistas.
Final B
| Pos. | Raia | Remadoras                                                                       | CON                | Tempo   |
| ---- | ---- | ------------------------------------------------------------------------------- | ------------------ | ------- |
| 7    | 1    | Ioana-Madalina Moroșan Emanuela-Ioana Ciotău Alexandra Ungureanu Patricia Cireș | ROU Romênia        | 6:29.64 |
| 8    | 2    | Ria Thompson Rowena Meredith Laura Gourley Caitlin Cronin                       | AUS Austrália      | 6:30.85 |
| 9    | 3    | Grace Joyce Emily Delleman Teal Cohen Lauren O'Connor                           | USA Estados Unidos | 6:31.71 |

Final A
| Pos.              | Raia | Remadoras                                                                      | CON               | Tempo   |
| ----------------- | ---- | ------------------------------------------------------------------------------ | ----------------- | ------- |
| Medalha de ouro   | 4    | Lauren Henry Hannah Scott Lola Anderson Georgina Brayshaw                      | GBR Grã-Bretanha  | 6:16.31 |
| Medalha de prata  | 3    | Laila Youssifou Bente Paulis Roos de Jong Tessa Dullemans                      | NED Países Baixos | 6:16.46 |
| Medalha de bronze | 5    | Maren Völz Tabea Schendekehl Leonie Menzel Pia Greiten                         | GER Alemanha      | 6:19.70 |
| 4                 | 6    | Fabienne Schweizer Celia Dupre Pascale Walker Lisa Lötscher                    | SUI Suíça         | 6:20.12 |
| 5                 | 2    | Yevheniya Dovhodko Kateryna Dudchenko Daryna Verkhohliad Anastasiya Kozhenkova | UKR Ucrânia       | 6:23.05 |
| 6                 | 1    | Chen Yunxia Zhang Ling Lü Yang Cui Xiaotong                                    | CHN China         | 6:27.08 |